# Maîtresse Cindy
Pour les articles homonymes, voir Cindy.
Maîtresse Cindy est une dominatrice française. Scénographe dans les rapports sadomasochistes et artiste transdisciplinaire, elle réside à Paris.

## Activités
Maîtresse Cindy a donné la conférence Fantasme des liés, hommage aux pratiquants sadomasochistes, au Centre Georges-Pompidou le 30 mai 2001, dans le cadre de la série de conférences, débats et rencontres « Hors série "Mauvais genres" ».  
Maîtresse Cindy réalise des performances et installations vidéo sur le thème des rapports sadomasochistes : France Culture lui a consacré un documentaire de 58 minutes, Le corps soumis : Dans le donjon de Maîtresse Cindy.
Abysses, film court réalisé par Maîtresse Cindy, a été diffusé en novembre 2008 au cinéma Le Grand Rex à Paris, à l'occasion du Festival de films gays et lesbiens de Paris.[réf. nécessaire]
Maîtresse Cindy « Dominatrice » a collaboré à des projets sonores avec le compositeur Frédéric Acquaviva.
Certains photographes ont collaboré avec Maîtresse Cindy : Romain Slocombe, Élizabeth Prouvost, Gérard Feitz, Yan Morvan et Barbara Ryckewaert, entre autres. Après une année de travail avec Maîtresse Cindy, l'artiste Barbara Ryckewaert a présenté à l'École nationale supérieure des arts décoratifs une exposition de photographies, Le donjon de Maîtresse Cindy.
Auteur et interprète de poèmes, elle a participé à des lectures performances et enregistré pour l'émission Surpris par la nuit d'Alain Veinstein, À mes bottes, poème diffusé le 11 septembre 2002 sur France Culture.